# Tommy Redding
Thomas Redding, detto Tommy (San Diego, 24 gennaio 1997), è un ex calciatore statunitense, di ruolo difensore.

## Carriera
Il 3 gennaio 2018 passa al New York Red Bulls con Carlos Rivas, nello scambio per Sacha Kljestan.

## Statistiche

### Presenze e reti nei club
Statistiche aggiornate al 5 settembre 2017.
| Stagione            | Club                | Campionato          | Campionato | Campionato | Coppe nazionali | Coppe nazionali | Coppe nazionali | Coppe continentali | Coppe continentali | Coppe continentali | Supercoppe | Supercoppe | Supercoppe | Totale | Totale |
| Stagione            | Club                | Comp                | Pres       | Reti       | Comp            | Pres            | Reti            | Comp               | Pres               | Reti               | Comp       | Pres       | Reti       | Pres   | Reti   |
| ------------------- | ------------------- | ------------------- | ---------- | ---------- | --------------- | --------------- | --------------- | ------------------ | ------------------ | ------------------ | ---------- | ---------- | ---------- | ------ | ------ |
| 2014                | Orlando City        | USL                 | 15+1       | 0          | USOC            | 2               | 0               | -                  | -                  | -                  | -          | -          | -          | 18     | 0      |
| 2015                | Orlando City        | MLS                 | 2          | 0          | USOC            | 0               | 0               | -                  | -                  | -                  | -          | -          | -          | 1      | 0      |
| 2016                | Orlando City        | MLS                 | 18         | 0          | USOC            | 2               | 0               | -                  | -                  | -                  | -          | -          | -          | 1      | 0      |
| 2017                | Orlando City        | MLS                 | 13         | 0          | USOC            | 1               | 0               | -                  | -                  | -                  | -          | -          | -          | 23     | 0      |
| Totale Orlando City | Totale Orlando City | Totale Orlando City | 49         | 0          |                 | 5               | 0               |                    | -                  | -                  |            | -          | -          | 54     | 0      |
| Totale carriera     | Totale carriera     | Totale carriera     | 49         | 0          |                 | 5               | 0               |                    | -                  | -                  |            | -          | -          | 54     | 0      |

## Palmarès

### Club
- MLS Supporters' Shield: 1

New York Red Bulls: 2018